# Amazone blessée
L'Amazone blessée est une statue, copie romaine qui semble dérivée d'une sculpture de Polyclète. L'original ayant été réalisé dans la seconde moitié du Ve siècle av. J.-C. à Athènes, mais il n'est connu que par des exemplaires romains, le meilleur se trouvant aux Musées du Capitole de Rome.

## Histoire et description
Postérieure au Doryphore, la statue a été créée à l'occasion d'une commande émise par le Sanctuaire d'Artémis d'Éphèse, vers 435 av. J.-C., mettant en  concurrence Polyclète, Crésilas et Phradmon. Il fallait réaliser une sculpture d'Amazone blessée. Pline l'Ancien nous apprend que le gagnant fut Polyclète, suivi par Phidias (le troisième étant Kresilas, et le quatrième Phradmon). Il subsiste encore des doutes sur la paternité de l'œuvre, celle ci ayant de nombreuses caractéristiques de l'œuvre de Polyclète.

## Œuvres semblables
- L'Amazone de Berlin semble être similaire au Doryphore de Polyclète. Cependant, le chiasme n'est pas cohérent, parce que l'épaule droite est soulevée au lieu de la gauche.
- L'Amazone du Capitole semble être appuyée contre une lance, et a une plaie sur le côté droit. Ses proportions sont compatibles avec les Doryphores. Une analyse approfondie a également précisé que ce travail est le seul des quatre à être aussi précis, respectant les mesures, même dans la draperie.
- L'Amazone Mattei (Musée Pio-Clementino, Vatican) est normalement attribuée à Phidias, bien que des fragments du moule tiré de l'original semblent indiquer que l'amazone en question tient un arc (or, d'après les sources antiques, on sait que la statue de Phidias était appuyée contre une lance).